# Af Ekström
af Ekström är en svensk adelsätt, där enligt § 37 av Regeringsformen 1809 endast huvudmannen är adlig. Den härstammar från  ryttaren Olof (levde 1695) i Lilla Tryserum, Tryserums socken, Kalmar län. Dennes son var inspektorn Nils Ekström (1732-1791) som fick sonen Johan Israel Ekström (1773–1831) som var livmedikus hos prinsessan Sofia Albertina och överläkare vid Serafimerlasarettet samt adlades 1827 med namnet af Ekström. Han introducerades 1830 vid Sveriges riddarhus på nummer 2304.
Den 31 december 2020 var 18 personer med efternamnet af Ekström folkbokförda i Sverige.

## Vapensköld
En fyrdelad Sköld, i hvars första och fjerde Fält som äro blå, synes en ginbalkevis lagd vågig Ström af silfver, samt i det andra och tredje Fältet, som är af guld, en lutande grön Ekeqvist med sju blad och trenne ållon. 

## Personer med efternamnet af Ekström
- Fredrik af Ekström (1852–1915), direktör och porträttmålare
- Karl af Ekström (1850–1925), bergsingenjör och disponent
- Marika af Ekström (1883–1968), konstnär

## Släkttavla (urval)
- Nils Ekström (1732-1791), inspektor
  - Johan Israel af Ekström (1773–1831), läkare, adlad 1827
    - Carl af Ekström (1821–1874), bruksägare
      - Karl af Ekström (1850–1925), bergsingenjör, disponent
        - Marika af Ekström (1883–1968), konstnär

      - Fredrik af Ekström (1852–1915), militär, direktör och porträttmålare